# Primera congregación rumano-estadounidense
La Primera congregación rumano-estadounidense (en inglés: First Roumanian-American congregation) es una sinagoga histórica ubicada en Nueva York, Nueva York. La Primera congregación rumano-estadounidense se encuentra inscrita  en el Registro Nacional de Lugares Históricos desde el 12 de marzo de 1998.  

## Ubicación
La Primera congregación rumano-estadounidense se encuentra dentro del condado de Nueva York en las coordenadas 40°43′12″N 73°59′21″O / 40.72, -73.989167.